# Maria Vitória de Saboia
Maria Vitória de Saboia (em italiano: Maria Vittoria Filiberta di Savoia-Carignano; Bolonha do Mar, 29 de setembro de 1814 – Nápoles, 2 de janeiro de 1874), foi um Princesa de Saboia do ramo Saboia-Carignano pelo nascimento, e Princesa das Duas Sicílias e Condessa de Siracusa por casamento como o príncipe Leopoldo, Conde de Siracusa.

## Família

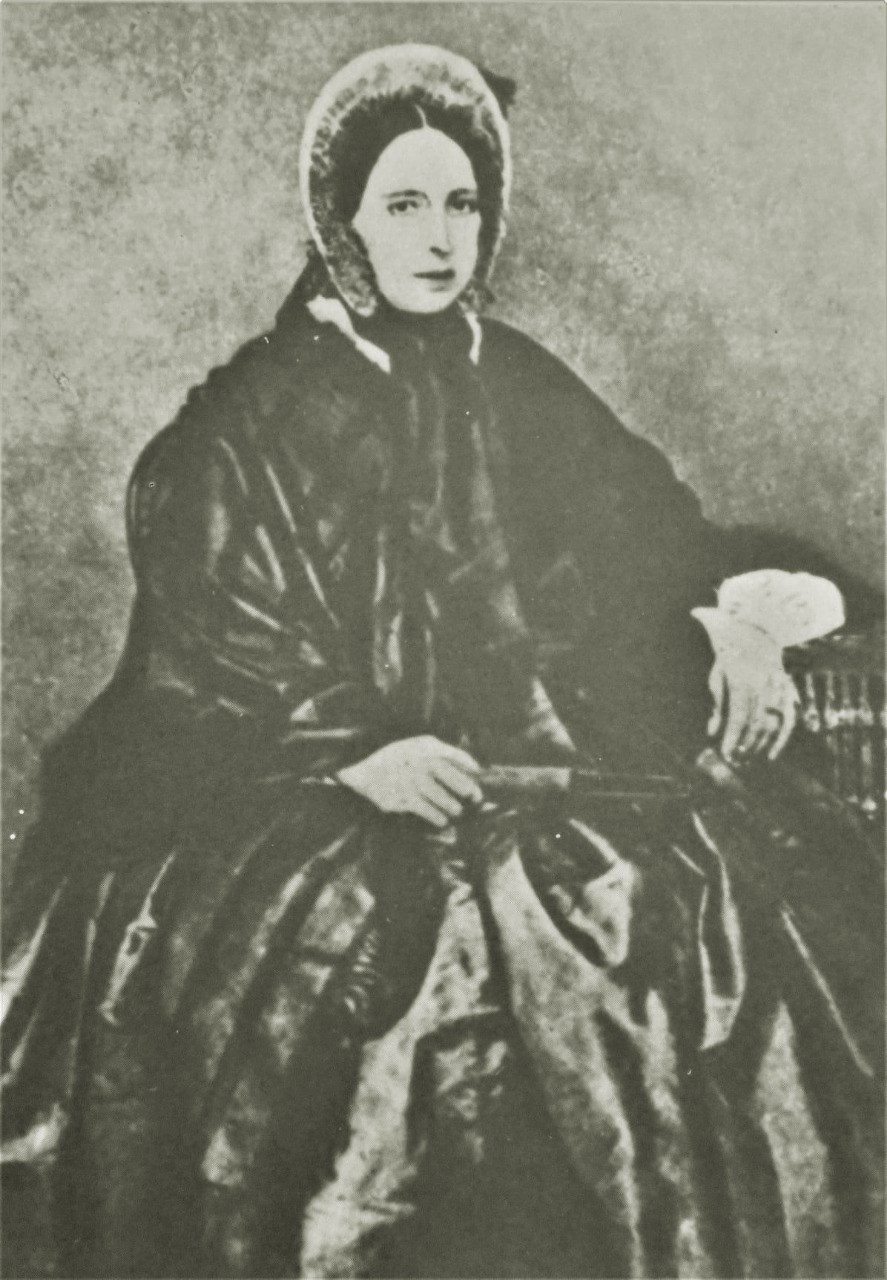
Rara fotografia de Maria Vitória.

Maria era a segunda filha do príncipe José Maria de Saboia, Conde de Villafranca e da sua mulher Pauline Benedictine de Quélen de Vauguyon.

## Casamento e descendência
Maria casou com o príncipe Leopoldo, Conde de Siracusa, quinto filho de Francisco I das Duas Sicílias e da sua segunda mulher Maria Isabel de Espanha, a  16 de junho de 1837 em Nápoles. Maria e Leopoldo tiveram uma filha:
- Maria Isabel de Bourbon-Duas Sicílias (23 de Março de 1838 - 24 de Março de 1838)[1]

## Títulos, estilos, honras e armas

### Títulos e estilos
- 29 de setembro de 1814 – 28 de abril de 1834: Maria Vitória de Saboia
- 28 de abril de 1834 – 16 de junho de 1837: Maria Vitória, Princesa de Saboia-Carignano[nota 1]
- 16 de junho de 1837 – 2 de janeiro de 1874: Sua Alteza Real, a Sereníssima Condessa de Siracusa